# Lokomotiv-Izoumroud Iekaterinbourg
L'Izimroud Iekaterinbourg est un club russe de volley-ball basé à Iekaterinbourg et évoluant au plus haut niveau national (Superliga). Le club a également porté les noms de UEM-Izoumroud Iekaterinbourg ou de Lokomotiv-Izoumroud Iekaterinbourg (nom actuel).

## Palmarès
- Championnat de Russie : 1999
- Coupe de Russie : 1999, 2000, 2001

## Effectif de la saison en cours
Entraîneur : Valeriy Alferov  Russie ; entraîneur-adjoint : Vladimir Babakine  Russie
| Numéro | Nom                       | Taille | Nationalité |
| ?      | Aleksandr GUERASSIMOV     | 2,03   | Russie      |
| ?      | Serguei SAMSONOV          | 1,94   | Russie      |
| ?      | Serguei NAZINTSEV         | 1,97   | Russie      |
| ?      | Nikolai APALIKHOV         | 2,03   | Russie      |
| ?      | Aleksandr ALEKSANDROVITCH | 2,06   | Russie      |
| ?      | 2,05                      | Canada |             |
| ?      | Aleksandr BEREZINE        | 2,00   | Russie      |
| ?      | Alexei BARTOK             | 1,88   | Russie      |
| ?      | Vitaliy MOSOV             | 2,06   | Russie      |
| ?      | Andrei TCHIKALOV          | 2,10   | Russie      |
| ?      | Alexei BABECHIN           | 1,93   | Russie      |
| ?      | Dmitriy SOBOLEV           | 2,00   | Russie      |
| ?      | Igor NIKIFOROV            | 2,00   |             |
| ?      | Artem NEZHELISKIY         | 2,00   |             |
| ?      | Aleksandr KOLIPAEV        | 1,95   | Russie      |
| ?      | Henry BELL                | 1,89   | Cuba        |
| ?      | Odelvis DOMINICO SPEEK    | 2,05   | Cuba        |
| ?      | Georgiy MOTIN             | 1,85   | Russie      |
| ?      | Andreiy KRASNOLEROV       | 2,00   | Russie      |